# Liste der Monuments historiques in Margerie-Hancourt
Die Liste der Monuments historiques in Margerie-Hancourt führt die Monuments historiques in der französischen Gemeinde Margerie-Hancourt auf.

## Liste der Immobilien
| Bezeichnung           | Beschreibung            | Standort                   | Kennzeichnung | Schutzstatus | Datum | Bild           |
| --------------------- | ----------------------- | -------------------------- | ------------- | ------------ | ----- | -------------- |
| Kirche Ste-Marguerite | aus dem 13. Jahrhundert | Ruelle du Cimetière (Lage) | PA00078740    | Classé       | 1862  | weitere Bilder |

## Liste der Objekte
| Bezeichnung                     | Beschreibung                       | Standort                            | Kennzeichnung | Schutzstatus | Datum | Bild |
| ------------------------------- | ---------------------------------- | ----------------------------------- | ------------- | ------------ | ----- | ---- |
| Kirchengestühl                  | Holz, 19. Jahrhundert              | in der Kirche Ste-Marguerite (Lage) | PM51002311    | Inscrit      | 1975  |      |
| Adlerpult                       | Holz, 17. Jahrhundert              | in der Kirche Ste-Marguerite (Lage) | PM51002313    | Inscrit      | 1975  |      |
| Skulptur Heiliger Hieronymus    | Holz, 18. Jahrhundert              | in der Kirche Ste-Marguerite (Lage) | PM51002312    | Inscrit      | 1975  |      |
| Taufbecken                      | Stein, Holzdeckel, 17. Jahrhundert | in der Kirche Ste-Marguerite (Lage) | PM51002314    | Inscrit      | 1975  |      |
| Skulptur Heiliger Christophorus | Holz, 16. Jahrhundert              | in der Kirche Ste-Marguerite (Lage) | PM51003401    | Inscrit      | 1999  |      |